# Đỗ Ngọc Tuấn
Đỗ Ngọc Tuấn (sinh năm 1965) là thẩm phán trung cấp người Việt Nam. Ông hiện giữ chức vụ Chánh án Tòa án nhân dân tỉnh Phú Thọ. 

## Tiểu sử
Đỗ Ngọc Tuấn sinh năm 1965, quê quán tại xã Liêu Xá, huyện Mỹ Văn, tỉnh Hưng Yên, có trình độ cử nhân.
Năm 2014, Đỗ Ngọc Tuấn là Phó Chánh án Tòa án nhân dân tỉnh Phú Thọ.
Chiều ngày 24 tháng 5 năm 2019, Đỗ Ngọc Tuấn, thẩm phán trung cấp, nguyên Phó Chánh án Tòa án nhân dân tỉnh Phú Thọ được trao quyết định của Chánh án Tòa án nhân dân tối cao Việt Nam Nguyễn Hòa Bình bổ nhiệm giữ chức vụ Chánh án Tòa án nhân dân tỉnh Phú Thọ nhiệm kì 5 năm.